# II wojna czeczeńska
II wojna czeczeńska – konflikt zbrojny prowadzony od 11 października 1999 do 15 kwietnia 2009 roku między Federacją Rosyjską a separatystami czeczeńskimi. Wojna składała się z dwóch faz: pierwszej trwającej od października 1999 do kwietnia 2000, mającej charakter wojny regularnej, oraz drugiej trwającej od kwietnia 2000 do kwietnia 2009 r., noszącej znamiona walki partyzanckiej.
Separatyści czeczeńscy od 2007 roku zabiegali o utworzenie muzułmańskiego, ponadetnicznego państwa wyznaniowego, mającego obejmować niemal całe terytorium Kaukazu Północnego. Samozwańczy Emirat Kaukaski został uznany za organizację terrorystyczną nie tylko przez Rosję, ale również przez ONZ, Unię Europejską i USA. Wojna została zakończona pełną reintegracją Republiki Czeczeńskiej z Federacją Rosyjską. Jej kontynuacją był konflikt na Kaukazie Północnym w latach 2009–2017.

## Geneza
W okresie faktycznej niezależności Czeczeńskiej Republiki Iczkerii (formalnie pozostawała częścią Federacji Rosyjskiej) po częściowo wygranej przez Czeczenów pierwszej wojnie na Kaukazie Północnym, w latach 1996–1999 doszło na jej terytorium do pogłębienia się kryzysu prawnego, politycznego i zbrojnego. Pomimo wprowadzenia szariatu przez prezydenta separatystów Asłana Maschadowa, nie udało się powstrzymać wzrostu działalności kryminalnej i rozkładu republiki na niewielkie terytoria rządzone przez zwalczające się wzajemnie klany. Północne klany czeczeńskie opowiedziały się w dodatku przeciwko wprowadzeniu szariatu. Instytucje państwowe przestały mieć wpływ na rozwój wydarzeń w republice. Wkroczenie oddziałów czeczeńskich pod dowództwem Szamila Basajewa i mudżahedinów Chattaba do sąsiedniego Dagestanu pod hasłem ustanowienia na całym Północnym Kaukazie islamskiego kalifatu (zgodnie z zamysłem wahabitów), doprowadziło do wybuchu II wojny czeczeńskiej. Dodatkowymi powodami wybuchu wojny była działalność kryminalna separatystów na terytorium całej Rosji: kontakty czeczeńskich mudżahedinów z Al-Ka’idą i wywiadami obcych państw, handel ludźmi i porwania dla okupu, eskalacja ekstremizmu religijnego oraz ataki terrorystyczne, m.in. zamachy bombowe w Moskwie, Riazaniu i Wołgodońsku w sierpniu i wrześniu 1999 roku, o które oficjalnie obwiniono czeczeńskich separatystów, choć według niektórych hipotez w zamachy mogły być zamieszane również służby specjalne, terroryści zagraniczni lub niektórzy biznesmeni i politycy.

## Walki

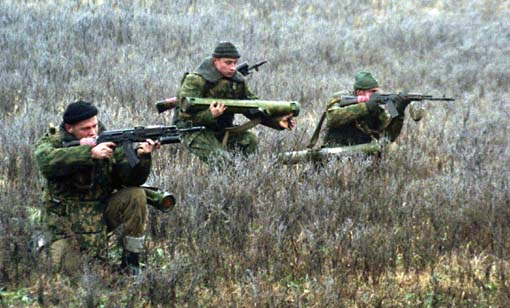
Rosyjska piechota w walce, 19 grudnia 1999

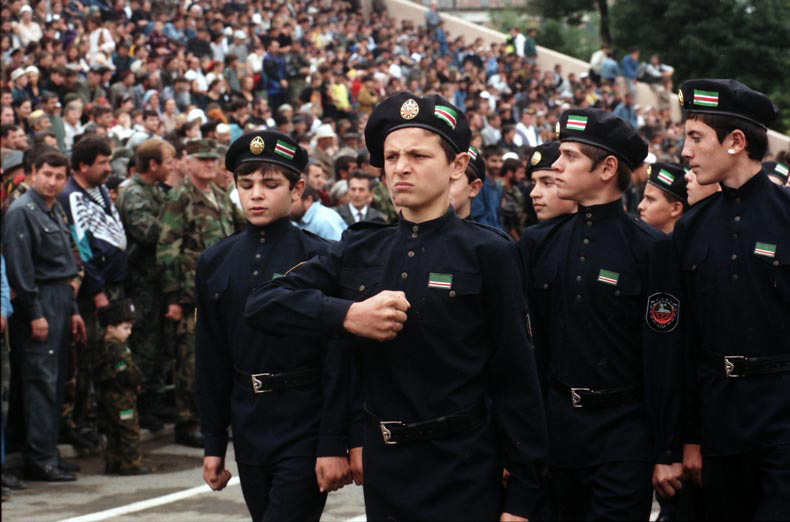
Kadeci Gwardii Narodowej Czeczeńskiej Republiki Iczkerii, 1999

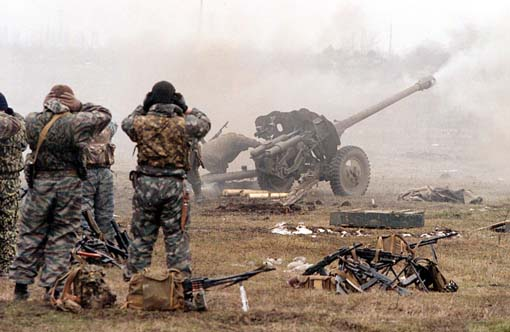
Strzelająca rosyjska artyleria, 2 grudnia 1999

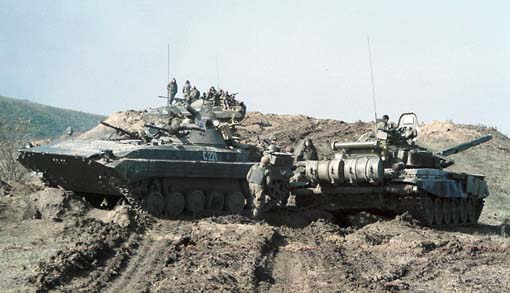
Rosyjskie czołgi na drodze do Groznego, 18 listopada 1999

Po wyparciu oddziałów separatystów czeczeńskich i islamistów z Dagestanu, wojska rosyjskie przystąpiły do kontynuacji kontrofensywy na terytorium Czeczenii. Na początku konfliktu, od września 1999 do stycznia 2000 roku wykorzystywano zmasowane naloty lotnicze na wybrane cele. W okresie tym doszło do całkowitego zniszczenia ciężkiego sprzętu wojskowego będącego na wyposażeniu separatystów i islamistów. Rosyjskie oddziały lądowe przekroczyły granicę czeczeńsko-rosyjską 1 października 1999 i szybko zajęły nizinną część republiki do rzeki Terek, nie napotykając większego oporu. Na brzegu Tereka wojska federalne zatrzymały się i dokonały przegrupowania. Na początku grudnia pod kontrolą wojsk federalnych znajdowało się już ponad 50% terytorium republiki. Po otoczeniu przez oddziały rosyjskie Groznego 6 grudnia 1999 wezwano mieszkańców miasta do jego opuszczenia zapowiadając, że osoby pozostające w mieście będą uważane za terrorystów i bandytów i zostaną zniszczone przez artylerię i lotnictwo. Szturm rozpoczęto 12 grudnia 1999. Oddziały separatystów w sile ponad 2 tysięcy, ponosząc poważne straty na polach minowych, opuściły miasto w nocy z 31 stycznia na 1 lutego 2000. 29 lutego 2000 siły federalne zajęły ostatnie miasto pozostające w rękach separatystów – Szatoj. Armia rosyjska ogłosiła zwycięstwo, które stało się elementem kampanii wyborczej dotychczasowego premiera Władimira Putina w rosyjskich wyborach prezydenckich w marcu 2000 roku. W kwietniu tego samego roku zakończyły się regularne działania bojowe, a wszystkie miasta i wsie obsadziły siły federalne.

## Zakończenie wojny i wybory
W 2002 roku, pomimo trwania walk partyzanckich, Rosja oficjalnie ogłosiła zakończenie działań wojennych i zaczęła stopniowo wprowadzać w Czeczenii za pomocą działań politycznych plan normalizacji w celu zmarginalizowania i pozbawienia legitymacji wyborczej nieujętego prezydenta separatystów Asłana Maschadowa. Podstawowymi elementami planu było przekazanie kierownictwa operacji z rąk armii do MSW, stopniowe usunięcie z Czeczenii dowódców federalnych z okresu wojny, nowa konstytucja i wybory prezydenckie, pięciokrotnie ogłaszana amnestia oraz włączenie 20 tysięcy Czeczenów (w tym według źródeł rosyjskich 5 tysięcy byłych separatystów, którzy ujawnili się i przeszli weryfikację) do struktur utworzonego oficjalnie w 2002 MSW Czeczenii a także armii federalnej i republikańskiej administracji. Projekt konstytucji przedłożył Achmat Kadyrow – poprzednio Wielki Mufti Czeczenii i jeden z dowódców polowych, po przejściu na stronę sił federalnych w 1999 od 2000 szef prorosyjskiej administracji republiki. Przyjęto ją w referendum z 23 marca 2003 – weszła w życie 2 kwietnia 2003. Stwierdza ona jednoznacznie, że Republika Czeczeńska jest integralną częścią Federacji Rosyjskiej. Kadyrow wygrał wybory prezydenckie 5 października 2003 – ich uczciwość i ważność była kwestionowana przez obecnych międzynarodowych obserwatorów (m.in. OBWE).
W wyniku zamachu separatystów Achmat Kadyrow zginął 9 maja 2004 na stadionie w Groznym podczas obchodów Święta Zwycięstwa (ZSRR w II wojnie światowej). Obowiązki prezydenta przejął premier Siergiej Abramow, a Ramzan, syn Achmata i dotychczasowy szef służby bezpieczeństwa, został mianowany wicepremierem (premierem został w marcu 2006) Termin wyborów prezydenckich wyznaczono na 29 sierpnia tego roku. Początkowo za ich faworyta obserwatorzy uważali Ramzana Kadyrowa – tuż po zamachu prezydent Władimir Putin przyjął go na Kremlu, ale dość szybko uznano za istotną przeszkodę fakt, że nie ukończył wymaganych przez Konstytucję 30 lat i nie posiada nadzwyczajnych walorów intelektualnych i politycznych. Wśród faworytów wymieniano też lojalnego wobec Moskwy generała milicji i ministra spraw wewnętrznych Ału Ałchanowowa, który ostatecznie wygrał wybory. Choć władze promoskiewskie twierdziły, iż nie zanotowano rażących naruszeń prawa wyborczego, organizacje międzynarodowe miały jednak szereg zastrzeżeń do przebiegu wyborów. W listopadzie 2005 w Czeczenii przeprowadzono wybory do obu izb parlamentu republiki – mogły w nich startować partie, które uznają, że Czeczenia jest częścią Federacji Rosyjskiej. Wybory wygrała partia Zjednoczona Rosja przed Komunistyczną Partią Federacji Rosyjskiej i Sojuszem Sił Prawicowych. Komisarz ds. Zagranicznych Unii Europejskiej dr Benita Ferrero-Waldner uznała wybory za krok w kierunku pokojowego i demokratycznego rozwiązania konfliktu, przyznała jednak, że relacjonowane były nieprawidłowości, a także, że warunki nie pozwalały na przysłanie niezależnych obserwatorów.

## Terroryzm
Walki partyzanckie i zamachy terrorystyczne ze stopniowo zmniejszającą się intensywnością trwają do dziś. Część osłabionych separatystów od lat stosuje zamachy na rosyjskich cywilów. Jedną z najgłośniejszych tego typu akcji był atak na moskiewski teatr na Dubrowce w październiku 2002 roku – w czasie akcji odbijania zakładników zginęło ok. 125 osób. W sierpniu 2004 nastąpiło wysadzenie dwóch cywilnych rosyjskich samolotów przez kobiety-samobójczynie, tzw. szahidki i zamach w metrze moskiewskim. Najtragiczniejszą jak dotąd akcją było zajęcie szkoły w Biesłanie 1 września 2004 roku, które w wyniku działań zamachowców i szturmu rosyjskich oddziałów specjalnych, lokalnej milicji oraz miejscowej uzbrojonej ludności zakończyło się śmiercią ok. 350 osób z przypuszczalnych liczby ponad 1000 zakładników (w większości dzieci), a także zranieniem setek innych osób.
Do niektórych z tych zamachów (np. do zamachu na szkołę w Biesłanie) przyznał się dowódca jej oddziałów zbrojnych Szamil Basajew. Sprawcy zaminowali szkołę, tym samym stworzyli zagrożenie dla życia zakładników. Według źródeł rosyjskich, natychmiast po zajęciu szkoły napastnicy rozstrzelali około 30 mężczyzn, natomiast Szamil Basajew zaprzeczył temu, iż atakujący mieliby umyślnie zabijać zakładników. Za ofiary w ludziach obwiniał siły rosyjskie. Prezydent Iczkerii Asłan Maschadow oficjalnie wielokrotnie odcinał się od tych taktyk. Potępił również zamach w Biesłanie i stwierdził, że gdy Czeczenia będzie niepodległa, Basajew stanie przed sądem.
W lutym 2007 ogólna liczba uzbrojonych separatystów w Czeczenii – według różnych danych, wynosiła około 450 osób.
Separatystyczny prezydent Maschadow został przez oddziały federalne zabity w marcu 2005 r. W czerwcu 2006 zabito jego następcę Abdula Chalima Sadułajewa. Następcą Sadułajewa został Doku Umarow, który mianował Szamila Basajewa wiceprezydentem Iczkerii. 10 lipca 2006 roku Basajew zginął w Inguszetii podczas przewożenia dużej ilości materiałów wybuchowych. Po śmierci Basajewa 15 lipca 2006 władze federalne ogłosiły trwającą do 15 stycznia 2007 roku amnestię, w wyniku której ujawniło się kilkuset separatystów – uczestników I i II wojny czeczeńskiej oraz osób udzielających im pomocy.

## Zakończenie działań wojennych

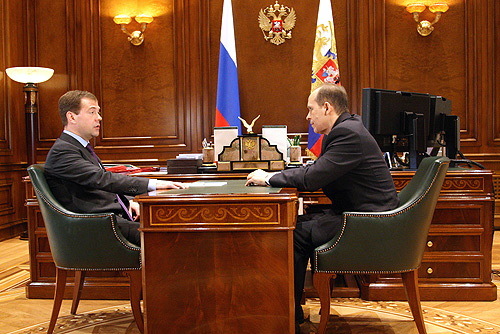
Dmitrij Miedwiediew rozmawia z Aleksandrem Bortnikowem nt. zakończenia operacji w Czeczenii (27 marca 2009)

27 marca 2009 odbyło się spotkanie prezydenta Rosji Dmitrijа Miedwiediewа z dyrektorem Federalnej Służby Bezpieczeństwa Aleksandrem Bortnikowem.  W wyniku rozmów 16 kwietnia 2009 oficjalnie zakończyła się wojna w Czeczenii. Od tego czasu rozpoczęło się wycofywanie liczącego 20 tysięcy żołnierzy kontyngentu wojsk federalnych.
Dzień później po ogłoszeniu przez Rosję zwycięstwa nad terroryzmem w Czeczenii, wydarzył się incydent pod wsią Daj w okręgu Szatoj między rebeliantami a armią rosyjską. W starciu nikt nie ucierpiał, ale wydarzenie to mogło świadczyć, że sytuacja w tym regionie Rosji nie była do końca znormalizowana.
Mimo oficjalnie ogłoszonego pokoju, sztab generalny zdecydował się rozpocząć 23 kwietnia 2009 kolejną operację wojskową w górskim rejonie Szali, Szatoj, Wiedieno i Serżen-jur. Według Rosji stało się to, ponieważ w Czeczenii odkryto działalność nielegalnych formacji zbrojnych.

## Straty wojenne

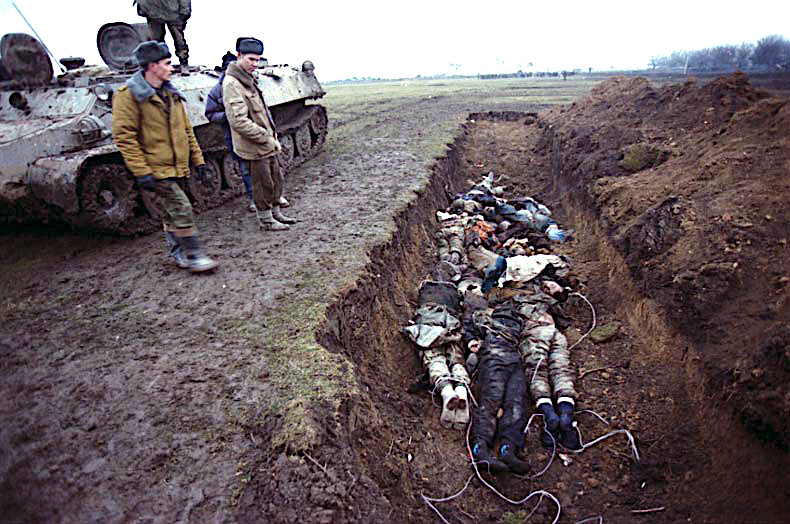
Masowy grób w Czeczenii (luty 2000)

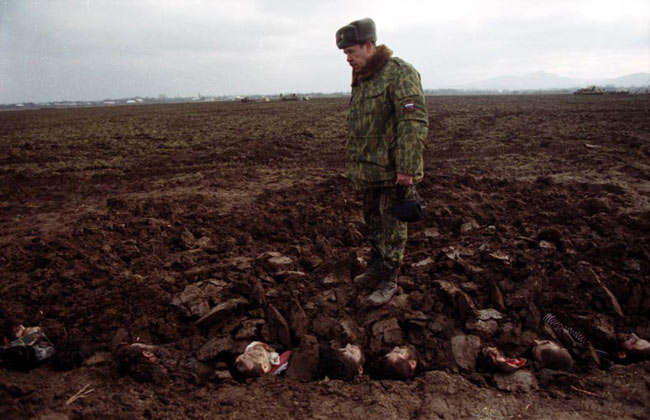
Ciała czeczeńskich cywilów w masowym grobie

Straty bezpowrotne (zabici i zmarli z ran) bojowe i niebojowe żołnierzy regularnej armii rosyjskiej na Kaukazie Północnym od 1999 do 2009 roku według danych rosyjskich:
- 1999 – 547
- 2000 – 1297
- 2001 – 502
- 2002 – 463
- 2003 – 263
- 2004 – 174
- 2005 – 105
- 2006 – 57
- 2007 – 54
- 2008 – 12 (ostatni poległy w lipcu)
- 2009 – koniec stanu wojennego

Do podanych liczb nie wchodzą straty żołnierzy wojsk MSW – według źródeł rosyjskich ponad tysiąc dwustu zabitych – oraz nieznana liczba poległych funkcjonariuszy MSW i pracowników służb specjalnych. Poległo także ponad 630 milicjantów czeczeńskich. W wojnie śmierć poniosło również około 25 tys. cywilów. Straty separatystów w latach 1999–2009 wyniosły ponad 20 tys. bojowników i żołnierzy. Obie strony konfliktu dopuszczały się łamania praw człowieka (m.in. liczne zamachy terrorystyczne separatystów wymierzone w ludność cywilną, masakra w Ałchan-Jurcie).
Strona rosyjska utraciła na ziemi i w powietrzu na Kaukazie Północnym od 1999 do 2013 51 śmigłowców (28 Mi-8, 19 Mi-24, 3 Mi-26) i 11 samolotów bojowych (4 Su-24, 7 Su-25). Tylko około połowa utraconego sprzętu była spowodowana działaniami nieprzyjaciela (25 śmigłowców i 4 samoloty). Ostatnie zestrzelenie rosyjskiego samolotu na Kaukazie Północnym miało miejsce 7 maja 2000 roku, a śmigłowca 7 lipca 2004 roku.